# Atala (opowiadanie)
Atala, czyli Miłość dwojga dzikich na pustyni (fr.: Atala, ou Les Amours de deux sauvages dans le désert) – opowiadanie francuskiego pisarza François-René de Chateaubrianda opublikowane w 1801 roku, zainspirowane jego podróżą po Stanach Zjednoczonych. Utwór miał wielki wpływ na wczesny romantyzm.

## Okoliczności powstania utworu

### Podróż do Stanów Zjednoczonych
Zachęcony przez teścia swego brata Guillaume-Chrétien Maleherbesa, ministra w rewolucyjnym rządzie francuskim, z początkiem 1791 roku Chateaubriand wyruszył do Ameryki z zamiarem odkrycia północnej drogi do Indii. Podróż na niewielkim żaglowcu trwała około 3 miesięcy. Ameryka początkowo Chateaubrianda rozczarowała powszedniością swych miast i obywateli. Waszyngton, który przyjął osobiście młodego podróżnika, słuchał o jego planach z nieukrywanym zdziwieniem. Chateaubriand wylądował w Baltimore, skąd dotarł do Filadelfii, a dalej na północ do Albany. Stamtąd, zakupiwszy dwa konie i wynająwszy tęgiego Holendra jako przewodnika, wyruszył na podbój dziewiczych puszcz i na spotkanie z dzikimi. Zdaniem badaczy, którzy skrupulatnie wyliczyli z kalendarzem i mapą maksymalny zasięg jego podróży, pisarz mógł w ciągu półrocznego pobytu dotrzeć do Niagary, zobaczyć Wielkie Jeziora, odwiedzić fort Pittsburgh, spędzić kilka tygodni w lasach Ohio i zobaczyć górny bieg Missisipi. Dolny bieg Missisipi i puszcze Kentucky, tak sugestywnie opisane w Atali, poznał prawdopodobnie z cudzych relacji. Jak jednak zauważył jeden z jego biografów, w ostatecznym rozrachunku ludzkość więcej zyskała na zmyśleniach Chateaubrianda, niż na jego podróżach.
Wędrując przez amerykańskie puszcze pisarz upajał się ich pierwotną wolnością. Pisał w dzienniku: Nikt nie okiełzna ani jednego uderzenia mojego serca, nikt nie nałoży więzów na żadną moją myśl. Będę wolny jak natura. Przebywanie sam na sam z naturą szybko go jednak znużyło. Natłok wrażeń domagał się podzielenia nim z innymi. Nadto doszły go wieści o ucieczce i uwięzieniu króla. Swój powrót do Francji uznał za rzecz honoru. Po półrocznym pobycie w Stanach Zjednoczonych wsiadł na statek zdążający do Francji. 2 stycznia 1792 roku wylądował w Hawrze.

### Praca nad utworem

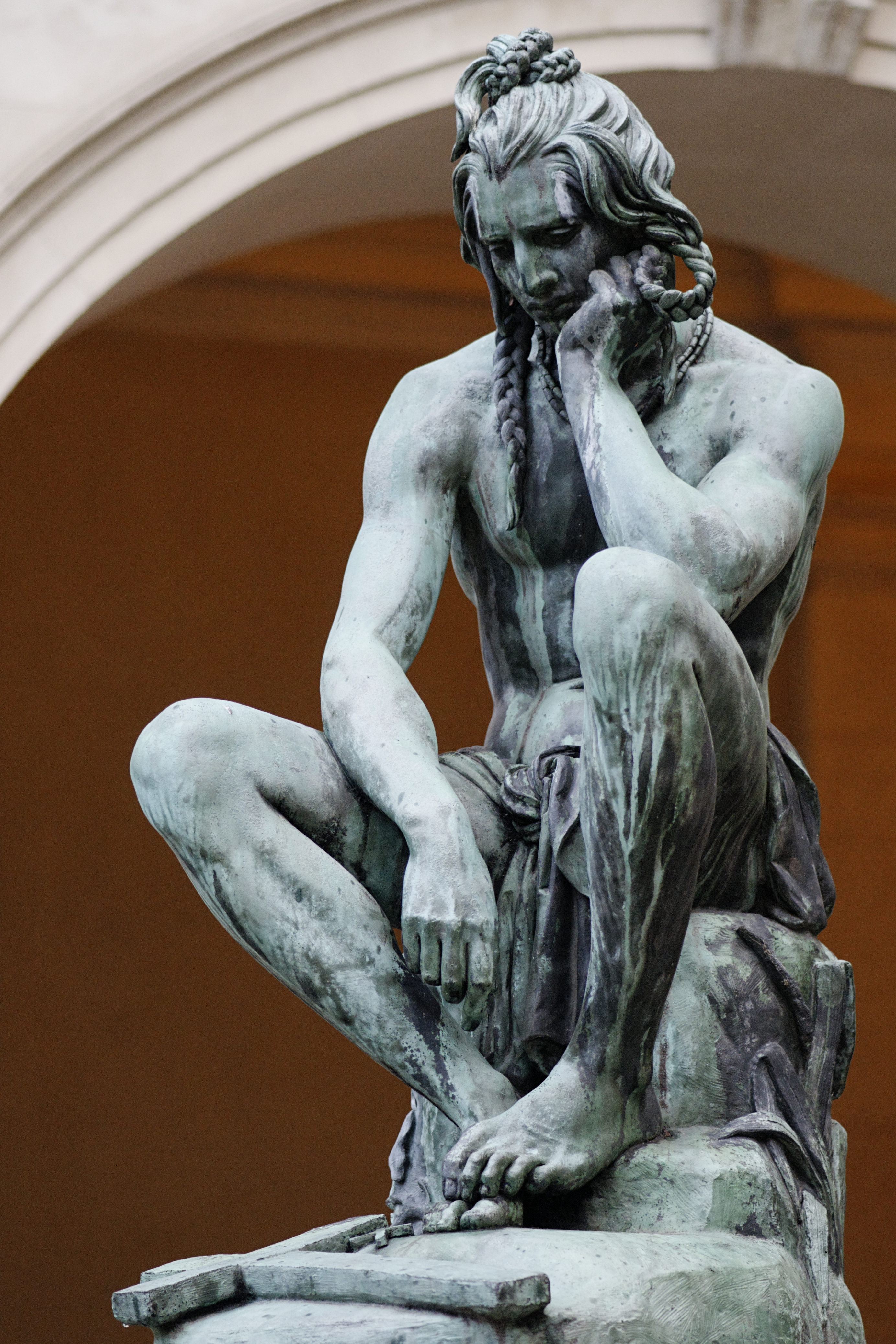
Szaktas na grobie Atali. Rzeźba Francisque Dureta. 1836. Lyon

W 1793 roku Chateaubriand znalazł się na emigracji w Anglii. Po ustabilizowaniu się jego sytuacji w Londynie pisarz podjął pracę nad Szkicem o rewolucjach, który wydał ostatecznie w 1797 roku. Książka, choć przyjęta raczej chłodno, przyniosła młodemu autorowi pewien rozgłos, który otwarł mu wstęp na emigracyjne salony. Powodzenie Szkicu skłoniło Chateaubrianda do kontynuowania prac literackich. Zachęcany przez przyjaciela Louis Fontanesa, zajął się przetwarzaniem notatek amerykańskich w epopeję z życia Indian z plemienia Naczezów. Opuszczając w 1798 roku Anglię Fontanes pisał do przyjaciela: Odkąd się z tobą rozstałem, najdroższa mi i najstalsza myśl zwraca się ku "Naczezom". To co mi z nich czytałeś, zwłaszcza ostatnio, jest zachwycające i nie zatrze się w mej pamięci. Nie ustawaj w pracy, drogi przyjacielu, zarabiaj na sławę. Stać cię na nią. 
Pisarz zamierzał dać w Naczezach wzór nowoczesnej epopei chrześcijańskiej, pisanej prozą i rozgrywającej się współcześnie. Miejscem akcji uczynił Luizjanę francuską w okresie panowania Ludwika XIV, tematem – starcie dwóch cywilizacji: indiańskiej i europejskiej, reprezentowanej przez okupujących kraj Francuzów. Bohater utworu René szuka na łonie przyrody i wśród pierwotnych obyczajów plemiennych ukojenia, a znajduje przybranego ojca w starym wodzu Szaktasie, żonę w pięknej Indiance, Celucie i oddanego bez reszty przyjaciela - Utagamiza. Na koniec ginie z ręki zaciętego wroga i rywala, Ondurego. Młodzieńcze dzieło pisarza okazało się ostatecznie nie tyle epopeją, co konglomeratem sprzecznych elementów, związanych z rozgrywającą się wokół pisarza, a w sporej części za jego sprawą - rewolucji literackiej.
Równocześnie, również nie bez wpływu Fontanesa, Chateaubriand podjął pracę nad dziełem apologetycznym O pięknościach poetyckich i moralnych religii chrześcijańskiej, które w przyszłości miało otrzymać tytuł Geniusz chrześcijaństwa. W 1800 roku w ślad za Fontanesem, pod przybranym nazwiskiem powrócił do Francji. Zabrał ze sobą dzieło o chrześcijaństwie i dwa fragmenty Naczezów, opowieść o młodzieńczej miłości Szaktasa (przyszłą Atalę) i opowieść Renégo o swoim życiu (przyszłego Renégo) z zamiarem włączenia ich do Geniuszu chrześcijaństwa. Pełny rękopis epopei złożył w depozycie, który miał odebrać po latach, gdy powrócił do Anglii jako ambasador Francji.
Po powrocie do Paryża Chateaubriand zamierzał wydać książkę o religii, której druk rozpoczął już w Londynie. Za radą Fontanesa wyłączył z niej jednak fragment Naczezów i wydał go osobno 3 kwietnia 1801 roku – pod tytułem Atala, czyli Miłość dwojga dzikich na pustyni. Publikacja Atali przyniosła Chateaubriandowi znaczny rozgłos i wywołała gwałtowny spór między zwolennikami klasycyzmu – Morelletem i M. J. Chénierem, a młodymi zwolennikami romantyzmu.

## Treść
Akcja utworu rozgrywa się w XVIII wieku w Luizjanie nad brzegami Missisipi. Podczas polowania na bobry stary Indianin Szaktas opowiada młodemu Francuzowi Renému, którego nieszczęścia wygnały z ojczyzny, historię swej młodzieńczej miłości. Wzięty do niewoli przez nieprzyjacielskie plemię został uwolniony przez młodą Indiankę Atalę. Atala uciekła wraz z Szaktasem do puszczy. Przez miesiąc zbiegowie wymykali się pogoni. W trakcie ucieczki Szaktas odkrył, że jego wybawicielka i ukochana jest chrześcijanką. Wyczerpani pościgiem oboje dotarli do wioski skupionej wokół pustelni ojca Aubry. Atala zakochała się w Szaktasie. Ponieważ jednak jej matka przed śmiercią ofiarowała ją Bogu, ażeby nie ulec miłości, zrozpaczona dziewczyna spożyła truciznę. Umarła jak prawdziwa chrześcijanka, uzyskawszy przed śmiercią od Szaktasa obietnicę, że się nawróci. Ojciec Aubry nie zdążył jej uprzedzić, że śluby matki nie wiążą dziecka. W epilogu autor opowiada o męczeństwie ojca Aubry i o powrocie Szaktasa, już chrześcijanina, po prochy misjonarza i ukochanej.

## Charakterystyka utworu

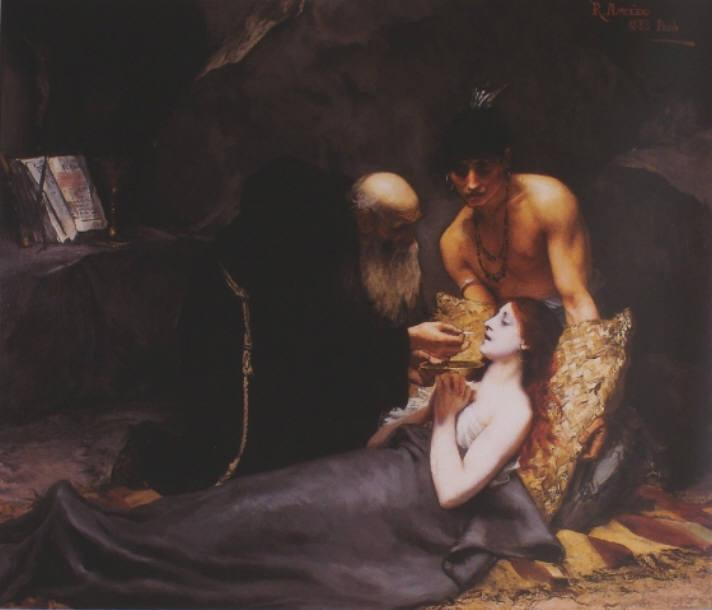
Śmierć Atali. Obraz Rodolpha Amoeda. 1883

Egzotyczne tło Chateaubriand po części zawdzięczał własnym doświadczeniom, po części tradycji literackiej. Wcześniejszy o pokolenie Bernardin de Saint-Pierre wprowadził do literatury francuskiej Pawłem i Wirginią podzwrotnikowy krajobraz, i pisarz poszedł tą drogą. Sielankowi Indianie Chateaubrianda (co jeszcze wyraźniej widać w Naczezach) nie są szczególnie podobni do tych, których pisarz spotkał nad brzegami Missisipi, wywodzą się w prostej linii z mitu "szlachetnego dzikusa". Kulturowy topos zatriumfował nad bystrym skądinąd obserwatorem. Perypetie bohaterów zaczerpnięte zostały z sentymentalnych romansów współczesnych autorowi. Jednocześnie Atala przynosi szereg znaczących zmian: nie tylko fascynację amerykańskim kontynentem i Indianami, którzy poczynając od Jamesa Fenimore’a Coopera zostali sportretowani w dziesiątkach powieści i filmów, ale i głęboką fascynację współczesnej cywilizacji kulturą pierwotną. 
Równie istotny jest wpływ Atali na kwestie formalne. Wprowadzony do literatury przez Jana Jakuba Rousseau świat przyrody i jego głęboki związek ze światem ludzkich uczuć, został przezeń w prozie zaledwie zasygnalizowany. Rousseau, jakkolwiek bardzo wrażliwy na piękno przyrody, nie potrafił go oddać w opisie. Jego krajobrazy są "cudne", "rozkoszne" lub "ponure", to znaczy raczej poinformowaniem czytelnika o odniesionym wrażeniu, niż zasugerowaniem mu tego wrażenia. Chateaubriand w Atali pokonuje tę trudność, nadając opisowi przyrody plastyczność, odmiennie jednak od Bernardina de Saint-Pierre nie przez naiwne nagromadzenie szczegółów i porównań, ale przez eliminację, umiejętny wybór wsparty celnym określeniem i przenośnią. Wprowadza do prozy epitet i metaforę, środki poetyckie od dawna (przynajmniej we francuskiej prozie) nieobecne. Słowo staje się u niego muzyką, barwą, wonią, co kazało Saint-Beuve’owi pisać o "azjatyckości" stylu Chateaubrianda. Z tego stylu wywodzi się prawie cały francuski romantyzm.